# Barrow Hann
Barrow Hann – wieś w Anglii, w hrabstwie ceremonialnym Lincolnshire, w dystrykcie (unitary authority) North Lincolnshire. Leży 51 km na północ od Lincoln i 242 km na północ od Londynu.